# Soling i segling vid olympiska sommarspelen 2000
Tävlingarna i soling i segling vid olympiska sommarspelen 2000 avgjordes 17–30 september 2000 i Sydney.

## Medaljörer
| Event  | Guld                                               | Silver                                           | Brons                                                     |
| Soling | Jesper Bank Henrik Blakskjær Thomas Jacobsen (DEN) | Jochen Schümann Gunnar Bahr Ingo Borkowski (GER) | Herman Horn Johannessen Paul Davis Espen Stokkeland (NOR) |

## Resultat

### Fleet race
| Pos | Besättning                                              | Land           | I  | II | III | IV | V  | VI | Totalt | P. |
| --- | ------------------------------------------------------- | -------------- | -- | -- | --- | -- | -- | -- | ------ | -- |
| 1   | Herman Horn Johannessen (H) Paul Davis Espen Stokkeland | Norge          | 5  | 2  | 1   | 3  | 5  | 17 | 33     | 16 |
| 2   | Rod Davis (H) Don Cowie Alan Smith                      | Nya Zeeland    | 3  | 3  | 10  | 2  | 7  | 3  | 28     | 18 |
| 3   | Roy Heiner (H) Peter van Niekerk Dirk de Ridder         | Nederländerna  | 1  | 5  | 13  | 11 | 1  | 1  | 32     | 19 |
| 4   | Jeff Madrigali (H) Craig Healy Hartwell Jordan          | USA            | 4  | 14 | 2   | 15 | 2  | 2  | 39     | 24 |
| 5   | Georgi Shayduko (H) Oleg Khoperskii Andrei Kiriliouk    | Ryssland       | 2  | 8  | 4   | 8  | 6  | 9  | 37     | 28 |
| 6   | Neville Wittey (H) Joshua Grace David Edwards           | Australien     | 8  | 11 | 6   | 1  | 9  | 14 | 49     | 35 |
| 7   | Andy Beadsworth (H) Richard Sydenham Barry Parkin       | Storbritannien | 13 | 7  | 8   | 4  | 4  | 13 | 49     | 36 |
| 8   | Sergiy Pichugin (H) Volodymyr Korotkov Sergiy Timokhov  | Ukraina        | 12 | 1  | 7   | 6  | 17 | 12 | 55     | 38 |
| 9   | Philippe Presti (H) Pascal Rambeau Jean-Marie Dauris    | Frankrike      | 9  | 13 | 11  | 9  | 3  | 7  | 52     | 39 |
| 10  | Jochen Schuemann (H) Gunnar Bahr Ingo Borkowski         | Tyskland       | 14 | 10 | 3   | 7  | 10 | 11 | 55     | 41 |
| 11  | Hans Wallen (H) Johan Barne Magnus Augustson            | Sverige        | 7  | 15 | 5   | 10 | 17 | 5  | 59     | 42 |
| 12  | Jesper Bank (H) Henrik Blakskjaer Thomas Jacobsen       | Danmark        | 6  | 16 | 12  | 12 | 11 | 4  | 61     | 45 |
| 13  | Bill Abbott (H) Matt Abbott Brad Boston                 | Kanada         | 10 | 9  | 9   | 13 | 12 | 8  | 61     | 48 |
| 14  | Nicola Celon (H) Daniele De Luca Michele Paoletti       | Italien        | 16 | 6  | 14  | 5  | 14 | 10 | 65     | 49 |
| 15  | Jali Makila (H) Erkki Heinonen Sami Tamminen            | Finland        | 11 | 4  | 15  | 14 | 13 | 15 | 72     | 57 |
| 16  | Manuel Doreste (H) Domingo Manoque Juan Luis Wood       | Spanien        | 15 | 12 | 16  | 16 | 8  | 6  | 73     | 57 |

Legend: DNF – Fullföljde inte; DNS – Startade inte; DSQ – Diskvalificerad; OCS – Förbi startlinjen vid starten; RDG – Stöd utdelat; 

### Match racing

#### Semifinaler
| Lag           | I | II | III | IV | P. |
| ------------- | - | -- | --- | -- | -- |
| Tyskland      | L | W  | W   | W  | 3  |
| Nederländerna | W | L  | L   | L  | 1  |

| Lag     | I | II | III | IV | P. |
| ------- | - | -- | --- | -- | -- |
| Danmark | W | L  | W   | W  | 3  |
| Norge   | L | W  | L   | L  | 1  |

#### Bronsmatch
| Lag           | I | II | III | IV | P. |
| ------------- | - | -- | --- | -- | -- |
| Norge         | W | L  | W   | W  | 3  |
| Nederländerna | L | W  | L   | L  | 1  |

#### Final
| Lag      | I | II | III | IV | V | VI | VII | P. |
| -------- | - | -- | --- | -- | - | -- | --- | -- |
| Danmark  | W | L  | L   | W  | L | W  | W   | 4  |
| Tyskland | L | W  | W   | L  | W | L  | L   | 3  |